# Das Gewitter (Album)
Das Gewitter ist ein 1972 erschienenes Musikalbum von Uve Schikora und seiner Gruppe. Es wurde vom DDR-Plattenlabel Amiga veröffentlicht und gilt als erstes Rock-Album der DDR-Geschichte.

## Besetzung
Bandleader Uve Schikora sang auf dem Album und spielte Sopransaxophon, Klavier und Orgel. Weitere Musiker waren Jürgen Diessner (E-Bass), Jürgen Matkowitz (Gitarre), Reiner Miehatsch (Schlagzeug), Bernd Müller (Orgel) und Michael Schubert (Gesang, zwölfsaitige Gitarre). Die Lieder Das alte Lied und Irgendwo und irgendwann singt neben Schikora Frank Schöbel. 

## Inhalt
Das Album zeichnet sich durch einen starken Kontrast seiner Musikstile aus. Die Stücke reichen vom Schlager bis zum Progressive Rock. Alle Kompositionen stammen von Uve Schikora. Die Texte schrieben drei der bekanntesten Songtexter der DDR. 
Das alte Lied ist ein fröhlicher Schlager, dessen Text von Ingeburg Branoner stammt. Es geht darum, dass sich viele Dinge im Leben wiederholen. Schikora singt im Wechsel mit Frank Schöbel. 
Oh Angela schildert das Schicksal der US-amerikanischen Bürgerrechtlerin Angela Davis, der damals in den USA der Prozess gemacht wurde. Angela Davis wird als junge, schöne Heldin mit Millionen Anhängern dargestellt, während das Gericht als „Schandgericht“ bezeichnet wird. Der Text stammt von Jens Gerlach. Das rockige Stück wird expressiv gesungen, Orgel und E-Gitarre dominieren die Instrumentalbegleitung. 
So ein langer Sommer ist mit über sieben Minuten Länge das drittlängste Stück des Albums. Der Sänger beschreibt einen traumhaften Sommer, den er mit einer Frau „auf einer Wolke“ verbracht hat. Jedoch überkam den Sänger die Langeweile, und er „springt ab“. Im Sprechgesang verkündet er, dass er es nur einen halben Tag ausgehalten hat. Kurt Demmler verfasste den Text des Liedes. Die Musik ist teilweise psychedelisch und erinnert mit seinen langen Soli an den bundesdeutschen Krautrock derselben Epoche. 
Irgendwo und irgendwann ist ein melancholischer Schlager, teilweise im Beatrhythmus. Der Sänger geht planlos in einer Stadt umher, in der es regnet, und fühlt eine Leere. Der Text stammt wiederum von Jens Gerlach. Die Strophe wird in Moll gesungen, der Refrain in Dur. Frank Schöbel singt im Hintergrund. 
Die B-Seite der Langspielplatte enthält nur zwei Stücke, beide mit Texten von Kurt Demmler. Das expressiv gesungene Deine Augen handelt von einem Mann, der die Augen einer Frau beschreibt. Er vergleicht sie mit Mandeln, weiß aber nicht, ob sie bitter oder süß sind. Das Vorspiel klingt orientalisch; das Lied enthält ebenfalls psychedelische Elemente. 
Der Titelsong Das Gewitter ist mit über zwölf Minuten das längste Stück des Albums. Er beschreibt die Phasen eines Gewitterschauers unter freiem Himmel. Dabei kommen zahlreiche Elemente des Progressive Rock zum Tragen: eine Hookline, die zu Beginn vorgestellt wird und die an verschiedenen Stellen des Stücks gespielt wird, und zahlreiche Instrumentalsoli, die weit von der Hookline wegführen, unter anderem ein etwa anderthalb Minuten langes Schlagzeugsolo und eine Swingnummer auf Grundlage der Invention Nr. 4 in D-Moll von Johann Sebastian Bach (BWV 775). Die kompositorische Bearbeitung des Themas entspricht den Prinzipien der Programmmusik. Der Gesang ist ebenfalls expressiv. 
Das Cover zeigt den Schriftzug des Albums in großen, dreidimensionalen Buchstaben vor einer symbolischen Gewitterdarstellung in Farben wie orange, lila, gelb, blau und grün. Unten steht der Name der Band in Druckbuchstaben. Die Rückseite zeigt ein Schwarz-Weiß-Foto der Band, die Titelliste und einen längeren Begleittext.

## Geschichte
Uve Schikora und seine Gruppe war Anfang der 1970er Jahre sowohl als Progressive-Rock-Band bekannt als auch als Begleitband des Schlagersängerehepaars Frank Schöbel und Chris Doerk, die damals als Chris und Frank auftraten. 
Erst ab 1970 wurde DDR-Rockmusik staatlich gefördert. Anfangs war es der Rundfunk der DDR, der Bands zu Probeaufnahmen einlud; mit dem Album Das Gewitter engagierte sich auch das staatliche Plattenlabel für die Rockmusik. Ungefähr zeitgleich begann mit den hallo-Schallplatten eine Serie von Kompilationen mit Rockmusik einheimischer Künstler sowie von Künstlern der östlichen Nachbarstaaten. 
Das Gewitter blieb das einzige Album von Uve Schikora und seiner Gruppe. Auf weiteren Amiga-Alben sind sie als Begleitband zu hören. 
1994 erschien Das Gewitter bei Grauzone als CD. 

## Titelliste (LP)
1. Das alte Lied (3:45)
2. Oh Angela (4:48)
3. So ein langer Sommer (7:08)
4. Irgendwo und irgendwann (3:00)
5. Deine Augen (7:30)
6. Das Gewitter (12:10)

Die Zeiten auf der CD weichen leicht von denen der LP ab. 